# Dilema de Eutifrón

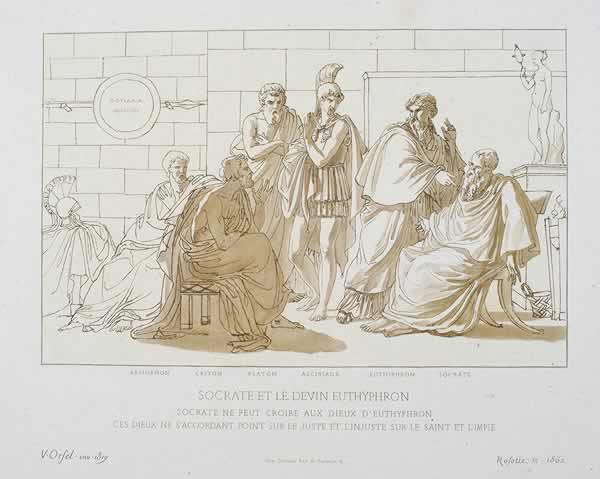
Sócrates y Eutifrón, por Victor Orsel.

El dilema de Eutifrón es planteado en el diálogo Eutifrón de Platón. Sócrates pregunta a Eutifrón:
«¿Es el piadoso (τὸ ὅσιον) amado por los dioses porque es piadoso, o es piadoso debido a que es amado por los dioses?».
Aunque originalmente se aplicó al panteón griego antiguo, el dilema tiene implicaciones para las religiones monoteístas modernas. Gottfried Leibniz preguntó si lo bueno y lo justo "es bueno solo porque Dios lo quiere o si Dios lo quiere porque es bueno y justo". Desde la discusión original en Platón, esta cuestión ha presentado un problema para el teísmo, haciendo que surgieran defensas para ambos cuernos del dilema respectivamente o incluso que es un falso dilema. Aún hoy sigue siendo objeto de discusión teológica y filosófica, en gran parte dentro de las tradiciones cristianas, judías e islámicas.

## Historia

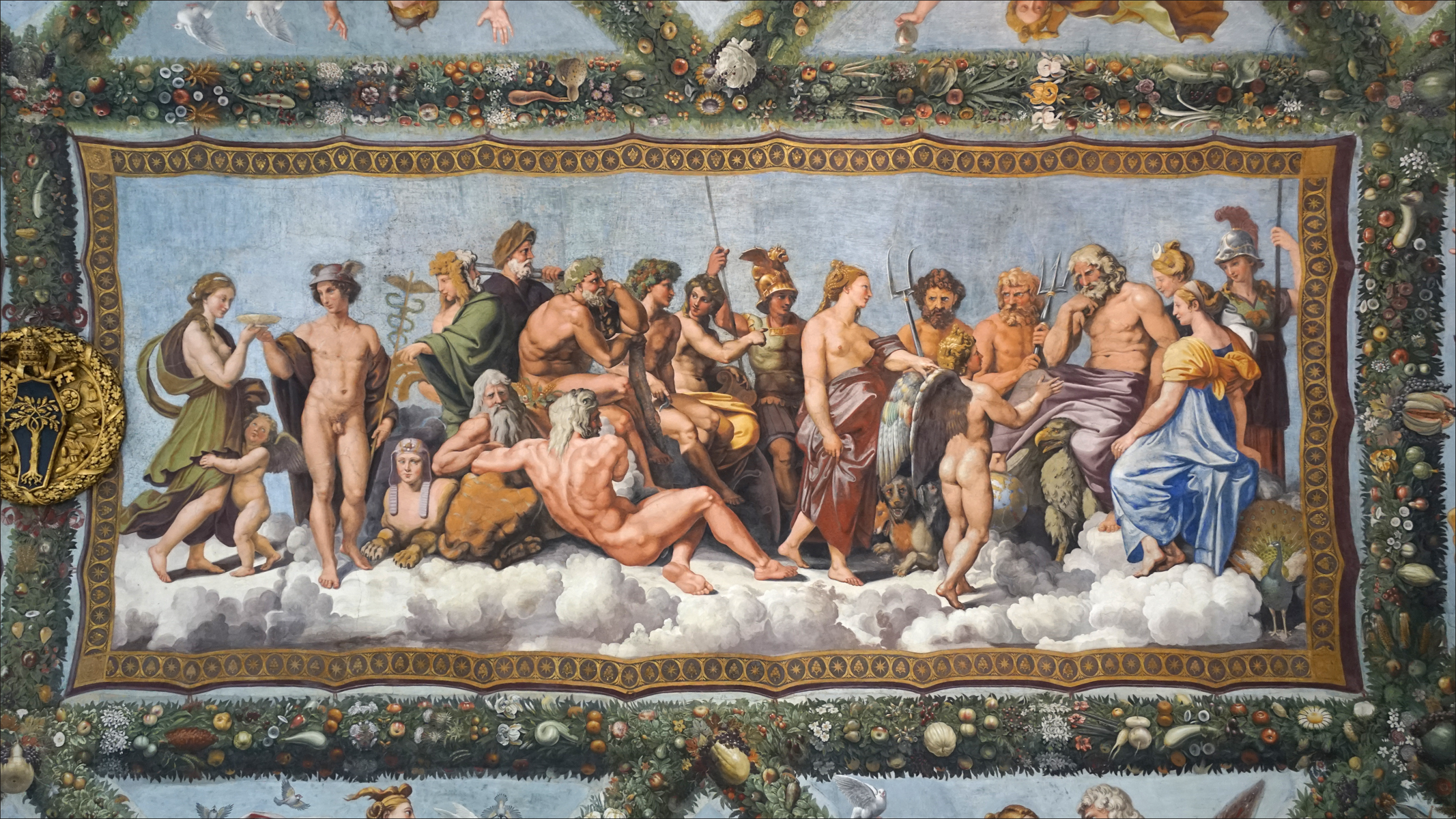
Aunque originalmente el dilema fuese planteado hacia la religión politeísta griega, éste también fue adaptado hacia las religiones monoteístas.

Sócrates y Eutifrón discuten la naturaleza de la piedad en el Eutifrón de Platón. Eutifrón propone (6e) que lo piadoso es lo mismo que lo que aman los dioses, pero Sócrates encuentra un problema con esta propuesta: los dioses pueden estar en desacuerdo entre ellos (7e). Eutifrón entonces revisa su definición, de modo que la piedad es solo aquello que es amado por todos los dioses por unanimidad (9e). Luego Sócrates pregunta:

Sócrates: Eso es que vamos a ver muy pronto: sígueme. ¿Lo santo es amado por los dioses porque es santo, o es santo porque es amado por ellos?
Eutifrón (10a)

Sócrates y Eutifrón contemplan la primera opción: seguramente los dioses aman al piadoso porque es el piadoso. Pero esto significa, argumenta Sócrates, que nos vemos obligados a rechazar la segunda opción: el hecho de que los dioses amen algo no puede explicar por qué lo piadoso es lo piadoso (10d). Sócrates señala que si ambas opciones fueran ciertas, juntos darían un círculo vicioso, con los dioses amando a los piadosos porque son piadosos, y los piadosos siendo los piadosos porque los dioses los aman. Y esto a su vez significa, argumenta Sócrates, que el piadoso no es lo mismo que el amado por el dios, porque lo que hace al piadoso el piadoso no es lo que hace al amado por el dios el amado por el dios. Después de todo, lo que hace que el amado sea el amado es el hecho de que los dioses lo aman, mientras que lo que hace al piadoso el piadoso es otra cosa (9d-11a). Así, la teoría de Eutifrón no da la mismo naturaleza de lo piadoso, pero a lo sumo una cualidad de los piadosos (11ab).

## Respuestas
El dilema se puede modificar para aplicarlo al teísmo filosófico, donde todavía es objeto de discusión teológica y filosófica, en gran parte dentro de las tradiciones cristiana, judía e islámica. Como el filósofo y matemático alemán Gottfried Leibniz presentó esta versión del dilema: "En general, se acepta que todo lo que Dios quiera es bueno y justo. Pero queda la pregunta de si es bueno y justo solo porque Dios lo quiere o si Dios lo quiere porque es bueno y justo; en otras palabras, si la justicia y la bondad son arbitrarias o si pertenecen a las verdades necesarias y eternas sobre la naturaleza de las cosas".
Muchos filósofos y teólogos han abordado el dilema de Eutifrón desde la época de Platón, aunque no siempre con referencia al diálogo platónico. Según el erudito Terence Irwin, el problema y su conexión con Platón fue revivido por Ralph Cudworth y Samuel Clarke en los siglos XVII y XVIII. Más recientemente, ha recibido una gran atención por parte de los filósofos contemporáneos que trabajan en metaética y la filosofía de la religión. Ambos cuernos del dilema son malos para la teoría de la ley divina. Por otra parte, también se han criticado las repuestas hacia el dilema, además de haberse reformulado.

### Dios ordena lo que es bueno

#### Partidarios
El primer cuerno del dilema (es decir, lo que es correcto es ordenado por Dios porque es correcto) tiene una variedad de nombres, que incluyen intelectualismo, racionalismo, realismo, naturalismo y objetivismo. Aproximadamente, es la opinión de que hay estándares morales independientes: algunas acciones son correctas o incorrectas en sí mismas, independientes de los mandamientos de Dios. Esta es la opinión aceptada por Sócrates y Eutifrón en el diálogo de Platón. La escuela de teología islámica Mu'tazili también defendió el punto de vista (con, por ejemplo, Ibrahim al-Nazzam mantuvo que Dios no tiene poder para cometer injusticias o mentiras), como lo hizo el filósofo islámico Averroes. Tomás de Aquino nunca aborda explícitamente el dilema de Eutifrón, pero los eruditos de Aquino a menudo lo ponen de este lado del asunto. Aquino establece una distinción entre lo que es bueno o malo en sí mismo y lo que es bueno o malo debido a los mandamientos de Dios, con estándares morales inmutables que forman la mayor parte de la ley natural. Por lo tanto, él sostiene que ni siquiera Dios puede cambiar los Diez Mandamientos (sin embargo, agrega que Dios puede cambiar lo que los individuos merecen en casos particulares, en lo que podría parecer dispensaciones especiales para asesinar o robar). Entre los escolásticos posteriores, Gabriel Vásquez es particularmente claro sobre las obligaciones existentes antes de la voluntad de cualquiera, incluso la de Dios. La teoría moderna de la ley natural vio a Grocio y Leibniz también anteponiendo la moralidad a la voluntad de Dios , comparando verdades morales con verdades matemáticas inmutables e involucrando a voluntaristas como Pufendorf en una controversia filosófica. Los platónicos de Cambridge como Benjamin Whichcote y Ralph Cudworth montó ataques seminales contra las teorías voluntaristas, allanando el camino para la metaética racionalista posterior de Samuel Clarke y Richard Price; lo que surgió fue una visión sobre la cual las normas morales eternas, aunque dependientes de Dios de alguna manera, existen independientemente de la voluntad de Dios y antes de los mandamientos de Dios. Los filósofos contemporáneos de la religión que abrazan este cuerno del dilema de Eutifrón incluyen a Richard Swinburne y T. J. Mawson  (aunque ver más abajo las complicaciones).

#### Críticas
- Soberanía: si hay normas morales independientes de la voluntad de Dios, entonces "[t] aquí hay algo sobre lo que Dios no es soberano. Dios está obligado por las leyes de la moralidad en lugar de ser su instalador. Además, Dios depende de su bondad en el hasta qué punto se ajusta a un estándar moral independiente. Por lo tanto, Dios no es absolutamente independiente ".  filósofo del siglo XVIII Richard Price, quien toma el primer cuerno y por lo tanto ve la moralidad como "necesaria e inmutable", expone la objeción de la siguiente manera: "Puede parecer que esto está creando algo distinto de Dios, que es independiente de él, e igualmente eterno y necesario ".
- Omnipotencia: estos estándares morales limitarían el poder de Dios: ni siquiera Dios podría oponerse a ellos al ordenar lo que es malo y así hacerlo bueno. Este punto fue influyente en la teología islámica: "En relación con Dios, los valores objetivos aparecieron como un factor limitante de su poder para hacer lo que quisiera... Abu al-Hasan al-Ash'ari se libró de todo el problema embarazoso al negar la existencia de valores objetivos que podría actuar como un estándar para la acción de Dios ".  Preocupaciones similares impulsaron a los voluntarios medievales Duns Scoto y Guillermo de Ockham. Como filósofo contemporáneo Richard Swinburne dice, este cuerno "parece poner una restricción en el poder de Dios si no puede realizar ninguna acción que él elija obligatoria ... [y también] parece limitar lo que Dios puede ordenarnos que hagamos. Dios, si él debe sea Dios, no puede ordenarnos que hagamos lo que, independientemente de su voluntad, está mal".
- Libertad de voluntad: Además, estos estándares morales limitarían la libertad de voluntad de Dios: Dios no podía ordenar nada opuesto a ellos, y quizás no tendría más remedio que ordenar de acuerdo con ellos.  Como señala Mark Murphy, "si existieran requisitos morales antes de que Dios los dispusiera, requisitos que un Dios impecable no podría violar, la libertad de Dios se vería comprometida".
- Moralidad sin Dios: si hay estándares morales independientes de Dios, entonces la moralidad conservaría su autoridad incluso si Dios no existiera. Esta conclusión fue expuesta explícitamente (y notoriamente) por el temprano teórico político moderno Hugo Grocio: "Lo que hemos estado diciendo [sobre la ley natural] tendría cierto grado de validez incluso si admitiéramos lo que no se puede conceder sin la mayor maldad, que no hay Dios, o que los asuntos de los hombres no le conciernen "  Desde ese punto de vista, Dios ya no es un" legislador "sino un" transmisor de leyes "que no juega ningún papel vital en los fundamentos de la moralidad. Los no-teístas han capitalizado este punto, en gran medida como una forma de desarmar el argumento moral para la existencia de Dios: si la moralidad no depende de Dios en primer lugar, tales argumentos tropiezan en la puerta de partida.

#### Respuestas a las críticas
Los filósofos contemporáneos Joshua Hoffman y Gary S. Rosenkrantz toman el primer cuerno del dilema, calificando la teoría del mandato divino como una "teoría subjetiva del valor" que hace que la moral sea arbitraria.  Aceptan una teoría de la moral en la que "lo correcto y lo incorrecto, lo bueno y lo malo, son, en cierto sentido, independientes de lo que cualquiera cree, quiere o prefiere". No abordan los problemas antes mencionados con el primer cuerno, pero sí consideran un problema relacionado con la omnipotencia de Dios: a saber, que podría verse perjudicado por su incapacidad para provocar lo que es independientemente malvado. A esto responden que Dios es omnipotente, a pesar de que hay situaciones que él no puede provocar: la omnipotencia es una cuestión de "poder máximo", no una capacidad de lograr todas las situaciones posibles. Y suponiendo que es imposible que Dios no exista, entonces dado que no puede haber más de un ser omnipotente, es imposible que un ser tenga más poder que Dios (por ejemplo, un ser que es omnipotente pero no omnibenevolente). Así, la omnipotencia de Dios permanece intacta. 
Richard Swinburne y T. J. Mawson tienen una visión un poco más complicada. Ambos toman el primer cuerno del dilema cuando se trata de verdades morales necesarias . Pero los mandamientos divinos no son totalmente irrelevantes, porque Dios y su voluntad aún pueden afectar las verdades morales contingentes. Por un lado, las verdades morales más fundamentales son válidas independientemente de si Dios existe o de lo que Dios ha ordenado: "El genocidio y la tortura de niños están mal y seguirían siendo lo que sea que ordene cualquier persona emitido." Esto se debe a que, según Swinburne, tales verdades son verdaderas como una necesidad lógica: como las leyes de la lógica, no se pueden negar sin contradicción. Este paralelo ofrece una solución a los problemas antes mencionados de la soberanía, la omnipotencia y la libertad de Dios: es decir, que estas verdades necesarias de la moralidad no representan más una amenaza que las leyes de la lógica. Por otro lado, todavía hay un papel importante para la voluntad de Dios. Primero, hay algunas órdenes divinas que pueden crear directamente obligaciones morales: por ejemplo, la orden de adorar los domingos en lugar de los martes. Notablemente, ni siquiera estos mandatos, para los cuales Swinburne y Mawson toman el segundo cuerno del dilema, tienen autoridad suprema y subestimada. Por el contrario, crean obligaciones solo debido al papel de Dios como creador y sustentador y, de hecho, propietario del universo, junto con la verdad moral necesaria de que debemos una consideración limitada a los benefactores y propietarios. Segundo, Dios puede hacer una diferencia moral indirecta al decidir qué tipo de universo crear. Por ejemplo, si una política pública es moralmente buena podría depender indirectamente de los actos creativos de Dios: la bondad o la maldad de la política podrían depender de sus efectos, y esos efectos dependerían a su vez del tipo de universo que Dios ha decidido crear. 

### Lo bueno es lo que Dios ordena

#### Partidarios
El segundo cuerno del dilema (es decir, lo que es correcto es correcto porque está ordenado por Dios ) a veces se conoce como teoría del mandato divino o voluntarismo. Aproximadamente, es la opinión de que no hay estándares morales que no sean la voluntad de Dios: sin los mandamientos de Dios, nada sería correcto o incorrecto. Duns Scoto defendió parcialmente este punto de vista , quien argumentó que no todos los Diez Mandamientos pertenecen a la Ley Natural en el sentido más estricto. Escoto sostuvo que si bien nuestros deberes hacia Dios (los primeros tres mandamientos, tradicionalmente considerados como la Primera Tableta) son evidentes, verdaderos por definición, e inmutable incluso por Dios, nuestros deberes para con los demás (que se encuentran en la segunda tableta) fueron arbitrariamente deseados por Dios y están a su alcance para revocar y reemplazar (aunque, el tercer mandamiento, honrar el sábado y santificarlo, tiene un poco de ambos, ya que estamos absolutamente obligados a rendir culto a Dios, pero no hay obligación en la ley natural de hacerlo en este día o aquel). Escoto sí nota, sin embargo, que los últimos siete mandamientos "son altamente consonantes con [la ley natural], aunque no se siguen necesariamente de los primeros principios prácticos que se conocen en virtud de sus términos y son necesariamente conocidos por cualquier intelecto [que comprende sus términos. Y es cierto que todos los preceptos de la segunda tabla pertenecen a la ley natural de esta segunda manera, ya que su rectitud es altamente acorde con los primeros principios prácticos que se conocen necesariamente ".  Escoto justifica esta posición con el ejemplo de una sociedad pacífica, señalando que la posesión de la propiedad privada no es necesaria para tener una sociedad pacífica, pero que "aquellos de carácter débil" serían más fácilmente pacíficos con la propiedad privada que sin ella.
Guillermo de Ockham fue más allá, afirmando que (dado que no hay contradicción) Dios podría ordenarnos que no amemos a Dios  e incluso que odiemos a Dios. Escolásticos posteriores como Pierre d'Ailly y su alumno Jean Gerson se enfrentaron explícitamente al dilema de Eutifrón, adoptando la posición de voluntariado de que Dios no "ordena buenas acciones porque son buenas o prohíbe las malas porque son malas; pero ... Por lo tanto, estos son buenos porque están ordenados y malos porque están prohibidos ". Reformadores protestantes Martin Lutero y Juan Calvino ambos enfatizaron la soberanía absoluta de la voluntad de Dios, con Lutero escribiendo que "para la voluntad [de Dios] no hay causa o razón que pueda establecerse como una regla o medida para ello",  y Calvino escribiendo que "todo lo que [ Las voluntades de Dios deben ser consideradas justas por el mero hecho de querer ". El énfasis voluntarista en el poder absoluto de Dios fue llevado más allá por Descartes, quien notoriamente sostuvo que Dios había creado libremente las verdades eternas de la lógica y las matemáticas, y que Dios por lo tanto era capaz de crear círculos con radios desiguales o triángulos con más de 180 grados internos, e incluso haciendo realidad las contradicciones. Descartes secundó explícitamente a Ockham: "¿por qué [Dios] no pudo haber dado esta orden [es decir, la orden de odiar a Dios] a una de sus criaturas?"  Thomas Hobbes redujo notoriamente la justicia de Dios al "poder irresistible"  (dibujando la queja del obispo Bramhall de que esto "anula ... toda la ley").  Y William Paley sostuvo que todas las obligaciones morales tocan fondo en el "impulso" egoísta de evitar el Infierno y entrar al Cielo actuando de acuerdo con los mandamientos de Dios. Los teólogos ash'aritas, Al-Ghazali principalmente entre ellos, abrazaron el voluntarismo: el erudito George Hourani escribe que la opinión "probablemente era más prominente y extendida en el Islam que en cualquier otra civilización". Wittgenstein dijo que de "las dos interpretaciones de la Esencia del Bien", lo que sostiene que "lo Bueno es bueno, en virtud del hecho de que Dios lo quiere" es "lo más profundo", mientras que sostiene que "Dios quiere lo bueno, porque es bueno" es "el superficial y racionalista, en el sentido de que se comporta" como si "lo que es bueno pudiera tener algún fundamento adicional".  Hoy, muchos filósofos de la religión defienden la teoría del mandato divino,

#### Críticas
Este cuerno del dilema también enfrenta varios problemas:
- No hay razones para la moralidad: si no hay un estándar moral que no sea la voluntad de Dios, entonces los mandamientos de Dios son arbitrarios (es decir, basados en capricho o capricho puro). Esto significaría que la moral no se basa en última instancia en razones: "si el voluntarismo teológico es verdadero, entonces los mandamientos / intenciones de Dios deben ser arbitrarios; [pero] no puede ser que la moral pueda depender totalmente de algo arbitrario ... [para] cuando nosotros digamos que se obtiene un estado moral de las cosas, consideramos que hay una razón para que ese estado moral se obtenga en lugar de otra ". Y como lo expresaron Michael J. Murray y Michael Rea, esto también "dudaría de la noción de que la moralidad es realmente objetiva". Un problema adicional es que es difícil explicar cómo pueden existir verdaderas acciones morales si uno actúa solo por temor a Dios o en un intento de ser recompensado por él.
- No hay razones para Dios: esta arbitrariedad también pondría en peligro el estado de Dios como un ser sabio y racional , uno que siempre actúa con buenas razones. Como escribe Leibniz: "¿Dónde estará su justicia y su sabiduría si solo tiene un cierto poder despótico, si la voluntad arbitraria toma el lugar de lo razonable y, de acuerdo con la definición de tiranos, la justicia consiste en lo que es agradable para el ¿más poderoso? Además, parece que cada acto de voluntad supone una razón para la voluntad y esta razón, por supuesto, debe preceder al acto".
- Todo vale: Esta arbitrariedad también significaría que cualquier cosa podría volverse buena y cualquier cosa podría volverse mala, simplemente por orden de Dios. Por lo tanto, si Dios nos ordenó "infligirnos dolor gratuitamente el uno al otro"  o involucrarnos en "crueldad por sí misma"  o celebrar un "sacrificio anual de niños de diez años seleccionados al azar en un momento particularmente horrible ritual que implica un sufrimiento insoportable y prolongado para sus víctimas",  entonces estaríamos moralmente obligados a hacerlo. Como el filósofo del siglo XVII Ralph Cudworth dijo: "nada puede ser imaginado tan groseramente malvado, tan injustamente injusto o deshonesto, pero si se suponía que fuera ordenado por esta Deidad omnipotente, las necesidades de esa hipótesis deben volverse santas, justas y justas".
- El dilema se puede modificar para aplicarlo al teísmo filosófico, donde todavía es objeto de discusión teológica y filosófica, en gran parte dentro de las tradiciones cristiana, judía e islámica. Como Contingencia moral : si la moralidad depende del libre albedrío de Dios, la moral perdería su necesidad: "Si nada impide que Dios ame cosas que son diferentes de lo que Dios ama, entonces la bondad puede cambiar de un mundo a otro o de vez en cuando. Obviamente, esto es objetable para quienes creen que las afirmaciones sobre la moral son, si es verdad, necesariamente ciertas".  En otras palabras, ninguna acción es necesariamente moral: cualquier acción correcta podría haberse equivocado fácilmente, si Dios así lo hubiera decidido, y una acción que es correcta hoy podría fácilmente equivocarse mañana, si Dios así lo decide. De hecho, algunos han argumentado que la teoría del mandato divino es incompatible con las concepciones ordinarias de la superveniencia moral.
- ¿Por qué obligan los mandamientos de Dios?: Los meros mandamientos no crean obligaciones a menos que el comandante tenga alguna autoridad de mando. Pero esta autoridad de mando no puede basarse en esos mismos mandatos (es decir, un mandato para obedecer los mandatos), de lo contrario resulta un círculo vicioso. Entonces, para que los mandamientos de Dios nos obliguen, debe derivar la autoridad dominante de otra fuente que no sea su propia voluntad. Como dijo Cudworth: "Porque nunca se supo de él, que alguien fundara toda su autoridad para mandar a otros, y que otros [ sic ] tuvieran la obligación o el deber de obedecer sus mandamientos, en una ley de su propia creación, que los hombres deberían ser requeridos , obligado o obligado a obedecerlo. Por lo tanto, dado que lo que se desea en todas las leyes no es que los hombres deben estar obligados u obligados a obedecer, esto no puede ser producto de la mera [ sic] voluntad del comandante, pero debe proceder de otra cosa; a saber, el derecho o la autoridad del comandante".  Para evitar el círculo, uno podría decir que nuestra obligación proviene de la gratitud a Dios por crearnos. Pero esto presupone algún tipo de estándar moral independiente que nos obliga a estar agradecidos con nuestros benefactores. Como escribe el filósofo del siglo XVIII Francis Hutcheson: "¿La razón es emocionante de coincidir con la Deidad? ¿La Deidad es nuestro Benefactor?" Entonces, ¿qué razón motiva a concurrir con Benefactores? "  O finalmente, uno podría recurrir al punto de vista de Hobbes: "El derecho de la naturaleza por el cual Dios reina sobre los hombres, y castiga a aquellos que violan sus leyes, debe derivarse, no de su creación (como si necesitara obediencia, como gratitud por sus beneficios), sino de su poder irresistible" (La ley del más fuerte).
- La bondad de Dios: si toda bondad es un asunto de la voluntad de Dios, ¿qué será de la bondad de Dios? Así, William P. Alston escribe, "dado que los estándares de la bondad moral están establecidos por mandamientos divinos, decir que Dios es moralmente bueno es solo decir que obedece sus propios mandamientos ... que Dios practica lo que predica, lo que sea que sea posible ser;"  Hutcheson considera tal punto de vista "una tautología insignificante , que no es más que esto, 'Que Dios quiere lo que quiere'".  Alternativamente, como dice Leibniz, los teóricos del mandato divino "privan a Dios de la buena designación".: ¿por qué motivo podría uno elogiarlo por lo que hace, si al hacer algo muy diferente lo hubiera hecho igualmente bien? " El dilema se puede modificar para aplicarlo al teísmo filosófico, donde todavía es objeto de discusión teológica y filosófica, en gran parte dentro de las tradiciones cristiana, judía e islámica. Como  C. S. Lewis plantea un punto relacionado :" si el bien debe definirse como qué Dios ordena, entonces la bondad de Dios mismo se vacía de significado y las órdenes de un demonio omnipotente tendrían el mismo reclamo sobre nosotros que las del 'Señor justo' ". O nuevamente Leibniz:" esta opinión difícilmente distinguiría Dios del diablo". Es decir, dado que la teoría del mandato divino trivializa la bondad de Dios, es incapaz de explicar la diferencia entre Dios y un demonio todopoderoso.
- El problema del ser y el deber ser y la falacia naturalista: De acuerdo con David Hume, es difícil ver cómo las proposiciones morales que ofrecen la relación de deber nunca podría ser deducidas de proposiciones ordinarias de lo que es, tales como "la existencia de Dios." La teoría del mandato divino es, pues, culpable de deducir deberes morales desde lo que son los mandatos de Dios. En una línea similar, G. E. Moore argumentó (con su argumento de la pregunta abierta) que la noción de bien es indefinible, y cualquier intento de analizarlo en forma naturalista o los términos metafísicos son culpables de la llamada "falacia naturalista". Esto bloquearía cualquier teoría que analice la moralidad en términos de la voluntad de Dios: y de hecho, en una discusión posterior de la teoría del mandato divino, Moore concluyó que "cuando afirmamos que cualquier acción es correcta o incorrecta, no estamos simplemente haciendo un afirmación sobre la actitud de la mente hacia él de cualquier ser o conjunto de seres, lo que sea".
- Sin moralidad sin Dios: si toda moralidad es un asunto de la voluntad de Dios, entonces si Dios no existe, no hay moralidad. Este es el pensamiento capturado en el eslogan (a menudo atribuido a Dostoievski) "Si Dios no existe, todo está permitido". Los teóricos del mandato divino no están de acuerdo sobre si esto es un problema para su punto de vista o una virtud de su punto de vista. Muchos argumentan que la moral realmente requiere la existencia de Dios, y que de hecho esto es un problema para el ateísmo. Pero el teórico del mandato divino Robert Merrihew Adams sostiene que "esta idea (que ninguna acción sería éticamente incorrecta si no hubiera un Dios amoroso) es una que 'parecerá (al menos inicialmente) inverosímil para muchos', y que su teoría debe disipar un aire paradójico."

#### Teoría del mandato divino restringido
Una respuesta común al dilema de Eutifrón se centra en una distinción entre valor y obligación. La obligación, que se refiere a lo correcto e incorrecto (o lo que se requiere, se prohíbe o se permite), recibe un tratamiento voluntario. Pero el valor, que se refiere a la bondad y la maldad, se trata como independiente de los mandatos divinos. El resultado es una teoría restringida del mandato divino que se aplica solo a una región específica de la moralidad: la región deóntica de la obligación. Esta respuesta se encuentra en la discusión de Francisco Suárez sobre la ley natural y el voluntarismo en De legibus y ha sido prominente en la filosofía contemporánea de la religión, apareciendo en el trabajo de Robert M. Adams, Philip L. Quinn, y William P. Alston. 
Una atracción significativa de tal punto de vista es que, dado que permite un tratamiento no voluntario de la bondad y la maldad, y por lo tanto de los propios atributos morales de Dios, algunos de los problemas antes mencionados con el voluntarismo tal vez puedan ser respondidos. Los mandamientos de Dios no son arbitrarios: hay razones que guían sus mandamientos basándose en última instancia en esta bondad y maldad.  Dios no podía emitir órdenes horribles: la bondad esencial de Dios  o el carácter amoroso  impediría emitir órdenes inapropiadas. Nuestra obligación de obedecer los mandamientos de Dios no da como resultado un razonamiento circular; en cambio, podría basarse en una gratitud cuya adecuación es independiente de los mandatos divinos. Estas soluciones propuestas son controvertidas y algunas vuelven la vista hacia los problemas asociados con el primer cuerno. 
Uno restos de problemas para estos puntos de vista: si propia bondad esencial de Dios no depende de órdenes divinas, a continuación, en lo que hace depende? ¿Algo más que Dios? Aquí la teoría del mandato divino restringido se combina comúnmente con una visión que recuerda a Platón: Dios es idéntico al estándar supremo para la bondad.  Alston ofrece la analogía de la barra de medidor estándar en Francia . Algo tiene un metro de largo ya que tiene la misma longitud que la barra de metro estándar, y de la misma manera, algo es bueno en la medida en que se aproxima a Dios. Si uno pregunta por qué Dios Alston es identificado como el estándar final para la bondad, Alston responde que este es "el final de la línea", sin más explicaciones disponibles, pero agrega que esto no es más arbitrario que una visión que invoca un estándar moral fundamental.  En este punto de vista, entonces, aunque la bondad es independiente de la voluntad de Dios, todavía depende de Dios, y por lo tanto la soberanía de Dios permanece intacta.
Esta solución ha sido criticada por Wes Morriston. Si identificamos el estándar supremo para la bondad con la naturaleza de Dios, entonces parece que lo estamos identificando con ciertas propiedades de Dios (por ejemplo, ser amoroso, ser justo). Si es así, entonces el dilema resurge: ¿Dios es bueno porque tiene esas propiedades, o esas propiedades son buenas porque Dios las tiene?  Sin embargo, Morriston concluye que la apelación a la bondad esencial de Dios es la mejor apuesta del teórico del mandato divino. Sin embargo, para producir un resultado satisfactorio, tendría que dar cuenta de la bondad de Dios que no lo trivializa y no hace que Dios esté sujeto a un estándar de bondad independiente. 
El filósofo moral Peter Singer, cuestionando la perspectiva de que "Dios es bueno" y que nunca podría abogar por algo como la tortura, afirma que quienes proponen esto están "atrapados en una trampa de su propia creación, por lo que posiblemente puedan decir con la afirmación de que Dios Qué es bueno? Que Dios es aprobado por Dios?

### Falso dilema
Agustín, Anselmo y Tomás de Aquino escribieron sobre los problemas planteados por el dilema de Eutifrón, aunque, como William James y Wittgenstein más tarde, no lo mencionaron por su nombre. Como observa el filósofo y estudioso de Anselmo Katherin A. Rogers, muchos filósofos contemporáneos de la religión suponen que existen proposiciones verdaderas que existen como abstractos platónicos independientemente de Dios. Entre estas hay proposiciones que constituyen un orden moral, al que Dios debe conformarse para ser bueno. El teísmo clásico,[cita requerida] sin embargo, rechaza tal punto de vista como inconsistente con la omnipotencia de Dios, que requiere que Dios y lo que él ha hecho es todo lo que hay. "La tradición clásica", señala Rogers, "también se aleja del otro cuerno del dilema de Eutifrón, la teoría del mandato divino". Desde una perspectiva teísta clásica, por lo tanto, el dilema de Eutifrón es falso. Como dice Rogers, "Anselmo, como Agustín antes que él y Aquino más tarde, rechaza los dos cuernos del dilema de Eutifrón. Dios no se conforma ni inventa el orden moral. Más bien, su propia naturaleza es el estándar de valor". 

#### Pensamiento judío
La base de la respuesta al falso dilema —la naturaleza de Dios es el estándar de valor— es anterior al dilema mismo, apareciendo primero en el pensamiento de los profetas hebreos del siglo VIII a. C. Amós, Oseas, Miqueas e Isaías. (Amós vivió unos tres siglos antes de Sócrates y dos antes de Tales, tradicionalmente considerado como el primer filósofo griego.) "Su mensaje", escribe el erudito británico Norman H. Snaith , "es reconocido por todos como un avance considerable en todas las ideas anteriores, no menos importante en su consideración especial para los pobres y pisoteados". Como observa Snaith, la palabra hebrea para justicia, "en realidad representa el establecimiento de la voluntad de Dios en la tierra". Esto incluye la justicia, pero va más allá, "porque la voluntad de Dios es más amplia que la justicia. Él tiene un respeto particular por los indefensos en la tierra". Tsedeq "es la norma por la cual todos deben ser juzgados" y "depende completamente de la naturaleza de Dios".

El hebreo tiene pocos sustantivos abstractos. Lo que los griegos pensaban como ideas o abstracciones, los hebreos lo consideraban como actividades.  En contraste con el griego dikaiosune (justicia) de los filósofos, tsedeq no es una idea abstraída de este mundo de los asuntos. Como Snaith escribe:
Tsedeq es algo que sucede aquí, y puede verse, reconocerse y conocerse. Se deduce, por lo tanto, que cuando el hebreo pensó en tsedeq (justicia), no pensó en la justicia en general, ni en la justicia como una idea. Por el contrario, pensó en un acto justo en particular, una acción concreta, capaz de una descripción exacta, fijada en el tiempo y en el espacio ... Si la palabra tenía un significado general para él, entonces era como estaba representada. por toda una serie de eventos, la suma total de una serie de acontecimientos particulares. 
La postura hebrea sobre lo que llegó a llamarse el problema de los universales, como en muchas otras cosas, era muy diferente de la de Platón y excluía cualquier cosa como el dilema de Eutifrón. Esto no ha cambiado. En 2005, Jonathan Sacks escribió: "En el judaísmo, el dilema de Eutifrón no existe". Los filósofos judíos Avi Sagi y Daniel Statman criticaron el dilema de Eutifrón como "engañoso" porque "no es exhaustivo": deja de lado una tercera opción, a saber, que Dios "actúa solo por su naturaleza". 

#### Santo Tomás de Aquino
Como Aristóteles, Tomás rechazó el platonismo. En su opinión, hablar de abstracciones no solo como existentes, sino como ejemplos más perfectos que los detalles completamente designados, es poner un premio a la generalidad y la vaguedad.  En este análisis, el "bien" abstracto en el primer cuerno del dilema de Eutifrón es una ofuscación innecesaria. Tomás frecuentemente citaba con aprobación la definición de Aristóteles, "Bueno es lo que todos desean".  Como aclaró, "cuando decimos que lo bueno es lo que todos desean, no debe entenderse que todo tipo de cosas buenas son deseadas por todos, sino que todo lo que se desea tiene la naturaleza del bien". En otras palabras, incluso aquellos que desean el mal lo desean "solo bajo el aspecto del bien", es decir, de lo que es deseable. La diferencia entre desear el bien y desear el mal es que en el primero, la voluntad y la razón están en armonía, mientras que en el segundo, están en desacuerdo.
La discusión de Tomás sobre el pecado proporciona un buen punto de entrada a su explicación filosófica de por qué la naturaleza de Dios es el estándar para el valor. "Todo pecado", escribe, "consiste en el anhelo de un bien pasajero [es decir, en última instancia, irreal o falso]". Por lo tanto, "en cierto sentido es cierto lo que dice Sócrates, a saber, que nadie peca con pleno conocimiento". "Ningún pecado en la voluntad sucede sin ignorar el entendimiento". Sin embargo, Dios tiene pleno conocimiento (omnisciencia) y, por lo tanto, por definición (el de Sócrates, Platón y Aristóteles, así como Tomás de Aquino) nunca puede tener otra cosa que no sea lo bueno. Ha sido reclamado, por ejemplo, por Nicolai Hartmann, quien escribió: "No hay libertad para el bien que no sería al mismo tiempo libertad para el mal" - que esto limitaría la libertad de Dios y, por lo tanto, su omnipotencia. Josef Pieper, sin embargo, responde que tales argumentos descansan sobre una concepción de Dios inadmisiblemente antropomórfica. En el caso de los humanos, como dice Aquino, poder pecar es, en efecto, una consecuencia, o incluso un signo de libertad ( quodam libertatis signum ).  Los humanos, en otras palabras, no son marionetas manipuladas por Dios para que siempre hagan lo correcto. Sin embargo, "no pertenece a la esencia del libre albedrío el poder decidir por el mal". "Querer el mal no es libertad ni parte de la libertad". Es precisamente la criatura humana, es decir, su no ser Dios y, por lo tanto, omnisciente, lo que los hace capaces de pecar. En consecuencia, escribe Pieper, "la incapacidad para pecar debe considerarse como la firma de una libertad superior, contrario a la forma habitual de concebir el problema".  Pieper concluye: "Solo la voluntad [es decir, la de Dios] puede ser el estándar correcto de su propia voluntad y debe tener lo que es correcto necesariamente, desde sí mismo y siempre. Una desviación de la norma ni siquiera sería pensable. Y obviamente solo la voluntad divina absoluta es el estándar correcto de su propio acto" - y, en consecuencia, de todos los actos humanos. Así, el segundo cuerno del dilema de Eutifrón, la teoría del mandato divino, también se elimina.
Filósofo tomista Edward Feser escribe: "La simplicidad divina [implica] que la voluntad de Dios es la bondad de Dios, que es su existencia inmutable y necesaria. Eso significa que lo que es objetivamente bueno y lo que Dios quiere para nosotros como moralmente obligatorio es lo mismo considerado bajo diferentes descripciones, y que ninguno de los dos pudo haber sido otro. Entonces no puede haber ninguna duda, ya sea que Dios nos haya ordenado arbitrariamente algo diferente (torturar a los bebés por diversión o lo que sea) o que haya un estándar de bondad aparte de Él. Nuevamente, el dilema de Eutifrón es falso; la tercera opción que no considera es que lo que es moralmente obligatorio es lo que Dios ordena de acuerdo con un estándar de bondad no arbitrario e inmutable que no es independiente de Él [...] Él es no debajo la ley moral precisamente porque Él es la ley moral".

#### William James
William James, en su ensayo "El filósofo moral y la vida moral", descarta el primer cuerno del dilema de Eutifrón y se mantiene alejado del segundo. Él escribe: "Nuestra actitud ordinaria de considerarnos sujetos a un sistema global de relaciones morales, verdaderas 'en sí mismas', es [...] una superstición descabellada, o debe tratarse como una abstracción meramente provisional. de ese verdadero Pensador ... a quien se debe la existencia del universo ".  Las obligaciones morales son creadas por "demandas personales", ya sea que estas demandas provienen de las criaturas más débiles, de las personas más insignificantes o de Dios. De ello se deduce que "la ética tiene un punto de apoyo tan genuino en un universo donde la conciencia más elevada es humana, como en un universo donde también hay un Dios". Sin embargo, si "el sistema puramente humano" funciona "tan bien como el otro es una cuestión diferente". 
Para James, la diferencia práctica más profunda en la vida moral es entre lo que él llama "el estado de ánimo tranquilo y extenuante".  En un sistema moral puramente humano, es difícil elevarse por encima del estado de ánimo tranquilo, ya que los "diversos ideales del pensador, conocidos por él como meras preferencias propias, son demasiado cercanos al mismo valor denominacional; él puede jugar rápido y suelto con ellos a voluntad. Esta también es la razón por la cual, en un mundo meramente humano sin un Dios, el atractivo de nuestra energía moral no alcanza su máximo poder estimulante. "Nuestra actitud es" completamente diferente "en un mundo donde no hay más que" demandantes finitos "de ese en un mundo donde también hay "un demandante infinito". Esto se debe a que "el universo moral estable y sistemático que el filósofo ético pide es totalmente posible solo en un mundo donde hay un pensador divino con demandas que lo abarcan todo", porque en ese caso, "actualizado en su pensamiento ya debe ser esa filosofía ética que buscamos como el patrón que el nuestro debe acercarse cada vez más". Aunque "exactamente lo que puede ser el pensamiento de este pensador infinito está oculto para nosotros", y confrontarnos con un"desafío" existencial  en el que "nuestro carácter total y genio personal ... están siendo juzgados; y si invocamos alguna de las llamadas filosofías, nuestra elección y uso de eso también son pero revelaciones de nuestra aptitud personal o incapacidad para la vida moral. A partir de esta dura experiencia práctica, ninguna conferencia de profesor y ningún conjunto de libros pueden salvarnos ".  En palabras de Richard M. Gale, "Dios nos inspira a llevar una vida moralmente extenuante en virtud de que lo concebimos como inmejorablemente bueno . Esto le proporciona a James una respuesta adecuada a la pregunta subyacente del Eutifrón". 

#### William Lane Craig
William Lane Craig también considera el dilema de Eutifrón un falso dilema, porque hay una tercera alternativa:  
"No es el caso que Dios desee algo porque es bueno, ni tampoco porque algo es bueno porque Dios así lo quiere. Sino quiere algo bueno porque Él es bueno. Es decir, es la "naturaleza de Dios" lo que determina lo bueno. Dios es por naturaleza esencialmente compasivo, justo, equitativo, amable, amoroso, etc. Y debido que Él es bueno, sus mandamientos reflejan necesariamente su naturaleza. [...] Dios mismo es el bien, es el fundamento de nuestros deberes morales". 

## En el ateísmo filosófico

### Respuestas ateas
El ateísmo desafía la suposición del dilema de que Dios existe (o en la formulación original, que existieron los muchos dioses en la religión griega). Esto elimina la necesidad de decidir si Dios es no omnisciente o arbitrario, y también elimina la posibilidad de que Dios sea la fuente de la moralidad. Para el filósofo Jason Thibodeau, el amor de Dios es irrelevante para el problema de Eutifrón dado que la suposición que cualquier ser omnipotente tiene los mismos poderes que Dios, contemplar los mandamientos de una deidad malévola es suficiente para arrojar dudas sobre tal afirmación de que cualquier ser tenga el poder de hacer una acción moralmente obligatoria con solo ordenarla. Por otra parte, también se han criticado las repuestas hacia el dilema, además de haberse reformulado el dilema. El filósofo Jeremey Koons lo expresa de la siguiente forma:
"Una pregunta natural surge en cuanto a la relación entre los rasgos que Dios manifiesta en cuanto ser supremamente bueno y Su bondad: ¿son cualidades como ser misericordioso y amoroso los rasgos de Dios porque son buenos, o son buenos porque son rasgos de Dios? En pocas palabras: ¿por qué es bueno ser amoroso? ¿Es bueno amar independientemente, aparte de ser uno de los rasgos de Dios? ¿O es bueno simplemente porque Dios ama? Esta no es simplemente otra iteración del problema de Eutifrón: ¿ama Dios porque amar es bueno o amar bien porque Dios ama? - Porque los cuernos de este dilema tienen resultados algo diferentes". 
El humanismo secular adopta la postura positiva de que la moralidad no depende de la religión o la teología, y que las reglas éticas deben desarrollarse con base en la razón, la ciencia, la experiencia, el debate y la democracia. Algunos humanistas seculares creen en el naturalismo ético, que existen leyes de moralidad objetivas y reconocibles inherentes a la condición humana, de las cuales los humanos pueden tener un conocimiento imperfecto. Otros han adoptado el subjetivismo ético en el sentido de la metaética, la idea de que la ética es una construcción social, pero sin embargo, a través del utilitarismo, abogan por imponer un conjunto de ética universal.y leyes que crean el tipo de sociedad en la que desean vivir, donde las personas son seguras, prósperas y felices.

### Rechazo de la moral universal
La otra suposición del dilema es que hay un bien y un mal universales, contra los cuales un dios crea o es definido por. El nihilismo moral desafía esa suposición al rechazar por completo el concepto de moralidad. Esto entra en conflicto con las enseñanzas de la mayoría de las religiones (y, por lo tanto, suele ir acompañado de ateísmo), pero es teóricamente compatible con la noción de un Dios o dioses poderosos que tienen opiniones sobre cómo deben comportarse las personas.
Alexander Rosenberg utiliza una versión del dilema Eutifrón para argumentar que la moralidad objetiva no puede existir y, por lo tanto, se justifica la aceptación del nihilismo moral. Él pregunta, ¿es correcta la moralidad objetiva porque la evolución la descubrió o la evolución descubrió la moralidad objetiva porque es correcta? Si el primer cuerno del dilema es cierto, nuestra moralidad actual no puede ser objetivamente correcta por accidente, porque si la evolución nos hubiera dado otro tipo de moralidad, entonces eso habría sido objetivamente correcto. Si el segundo cuerno del dilema es verdadero, entonces uno debe tener en cuenta cómo el proceso aleatorio de evolución logró seleccionar solo los rasgos morales objetivamente correctos mientras ignoraba los rasgos morales incorrectos. Dado el conocimiento de que la evolución nos ha dado tendencias a ser xenófobos y sexistas, es un error afirmar que la evolución solo ha seleccionado la moral objetiva como evidentemente no lo hizo.El nihilismo moral está justificado.
El relativismo moral acepta la idea de la moralidad, pero afirma que hay múltiples árbitros potenciales de la verdad moral. Esto abre la posibilidad de estar en desacuerdo con Dios sobre las reglas de la ética, y de crear múltiples sociedades con conjuntos de ética diferentes e igualmente válidos (al igual que diferentes países tienen diferentes conjuntos de leyes). El "relativismo moral normativo" afirma que el comportamiento basado en sistemas alternativos de moralidad debe ser tolerado. En el contexto del pluralismo religioso, el fuerte relativismo también abre la posibilidad de que diferentes dioses y diferentes sistemas de creencias produzcan sistemas morales diferentes pero igualmente válidos, que pueden aplicarse solo a los adherentes de esas religiones.